# Peritrichia flavoornata
Peritrichia flavoornata är en skalbaggsart som beskrevs av Moser 1918. Peritrichia flavoornata ingår i släktet Peritrichia och familjen Melolonthidae. Inga underarter finns listade i Catalogue of Life.